# یووان گویکوویچ
یووان گویکوویچ (صربی: Jovan Gojković؛ ۷ ژانویهٔ ۱۹۷۵ – ۲۲ دسامبر ۲۰۰۱) بازیکن فوتبال اهل صربستان بود.
از باشگاه‌هایی که در آن بازی کرده‌است می‌توان به باشگاه فوتبال ستاره سرخ بلگراد، باشگاه فوتبال ایراکلیس ۱۹۰۸، و باشگاه فوتبال چوکاریچکی اشاره کرد.
وی همچنین در تیم ملی فوتبال صربستان و مونته‌نگرو بازی کرده‌است.